# Tuplice
Tuplice è un comune rurale polacco del distretto di Żary, nel voivodato di Lubusz.
Ricopre una superficie di 65,89 km² e nel 2004 contava 3 308 abitanti.